# Paul Courbis
Pour les articles homonymes, voir Courbis.

Armes de la famille Courbis

Paul Courbis (de son nom complet Paul Courbis de Bridiers de Villemor), ingénieur civil de l'École nationale supérieure des mines de Saint-Étienne,, né le 3 novembre 1967, est un informaticien français, principalement connu pour son travail de rétro-ingénierie sur les calculatrices HP-28 et HP-48, et pour avoir écrit de nombreux articles et livres expliquant ses résultats. Ces livres ont eu un franc succès en France. L'un d'entre eux a été traduit en américain.
Assez rapidement, parallèlement au club historique PPC Paris Chapter, club parisien affilié au club PPC américain dédié aux calculatrices HP, un groupe d'enthousiastes s'est formé, se réunissant dans les locaux du magasin « Maubert Electronic », une petite boutique (disparue) du Quartier latin, équipe qui développa un grand nombre d'utilitaires et de jeux (l'un des plus impressionnants étant un clone de Pacman pour la HP48, un des premiers programmes tirant parti des capacités de scrolling hardware de cette machine). Nombre de ces programmes sont toujours disponibles sur le net et trouvent leur origine dans les travaux publiés par Paul Courbis.
Paul Courbis travaille aussi durant ses loisirs au développement d'une série d'outils destinés aux administrateurs de PABX Alcatel de type 4400 et anime un blog.
Il est aussi l'un des premiers (si ce n'est le premier) à avoir dénoncé en septembre 2010 l'existence d'une base de données sur iPhone gardant trace des positions GPS des cellules GSM utilisées, permettant ainsi de retracer les déplacements du propriétaire du téléphone,,,.

## Autres réalisations

### Travaux publiés
- Un « emulateur/decompilateur » de HP48 sous Unix utilisé pour automatiser la compréhension de la HP48g.
- Paul Courbis est le concepteur du site Internet de la première librairie informatique française sur Internet : « Le Monde en Tique » (1991 à 2008).
- « Alca-Line », des outils destinés aux administrateurs de PABX Alcatel 4400.
- Le « module de filtrage HTTP » du logiciel « Hybrid Application Layer GateKeeper » [archive du 5 février 2007] (consulté le 2 décembre 2007).
- « Localisation : votre iPhone est indiscret » (septembre 2010).
- En collaboration avec Laurent Maury, "MotAMot", un Boggle gratuit pour iPhone (2011).

### Travaux non publiés
- Un interpréteur RPL extensible écrit en C selon des méthodes de programmation orientée objet.